# Kate Fleetwood
Kate Fleetwood (nacida el 24 de septiembre de 1972) es una actriz inglesa. Fue nominada a un premio Tony por su interpretación de Lady Macbeth en Macbeth, en el Chichester Festival Theatre y en el West End y Broadway, y al premio Olivier en 2012 por su interpretación de Julie en London Road en el National Theatre. Sus créditos en cine y televisión incluyen Vanity Fair (2004), Harry Potter y las reliquias de la Muerte: parte 1 (2010), Macbeth (2010), Philomena (2013), London Road (2015), Harlots (2017-2019) y La rueda del tiempo (2021).

## Primeros años
Fleetwood creció en una granja en Arden, Warwickshire, cerca de Stratford-upon-Avon, y se graduó en la Universidad de Exeter. Asistió a la Trinity Catholic School en Leamington Spa. Comenzó su carrera en la Royal Shakespeare Company durante su infancia.

## Carrera
En 2008, Fleetwood fue nominada a un premio Tony por su interpretación de Lady Macbeth en Macbeth, junto a Patrick Stewart, que se estrenó por primera vez en el Chichester Festival Theatre y fue trasladada al West End y Broadway.
En 2012, fue nominada al Premio Laurence Olivier a la Mejor Actriz de Musical, por su interpretación de Julie en London Road en el National Theatre.
Es patrocinadora de En Masse Theatre, y patrocinadora conjunta, con su esposo Rupert Goold, del trabajo artístico juvenil de Escape Arts.

## Vida personal
Está casada con Rupert Goold, quien la dirigió en Macbeth; tienen un hijo y una hija.

## Créditos de actuación

### Teatro
- Love Is the Drug (1995, Oxford Stage Company (OSC)) como Flamina
- Noche de reyes (1996, OSC) como Viola
- Swaggers (1996, Old Red Lion Theatre) como Nancy
- The Comic Mysteries (1997, gira en el Reino Unido) como Death/Gabriel
- Romeo y Julieta (1998, gira en el Reino Unido) como Julieta
- Arabian Nights (1998, Joven Vic) como Dinarzard/Parizade
- Ghosts (1999, Theatre Royal Plymouth) como Regina
- Nativity (1999, Young Vic)
- Los dos nobles caballeros (2000, Shakespeare's Globe) como la hija del carcelero
- La tempestad (2000, Shakespeare's Globe) como Iris
- Tender (2001, Hampstead Theatre/ Birmingham Rep/ Theatre Royal Plymouth) como Tash
- Medea (2001, (Queen's Theatre) como Chorus
- Mariana Pineda  (2002, Gate Theatre) como Mariana Pineda
- Trabajos de amor perdidos (2003, National Theatre) como Rosaline
- El sueño de una noche de verano (2003, Bristol Old Vic) como Helena
- Otelo (2003, Theatre Royal Northampton) como Desdemona
- Hécuba (2004, Donmar Warehouse) como Polyxena
- Pericles, príncipe de Tiro (2006, Royal Shakespeare Company (RSC)) como Thaisa
- Cuento de invierno (2006, RSC) como Hermione
- El rey Lear (2014, National Theatre) como Goneril
- National Theatre Live: King Lear (2014) como Goneril
- High Society (2015, The Old Vic) como Tracy Lord
- Medea (2015, Almeida Theatre) como Medea
- Ugly Lies the Bone (2017 National Theatre) como Jess
- Absolute Hell (2018 National Theatre) como Christine
- 101 Dalmatians (2022, Regent's Park Open Air Theatre) como Cruella de Vil

### Películas
| Año  | Película                                            | Papel                    | Notas                  |
| ---- | --------------------------------------------------- | ------------------------ | ---------------------- |
| 1998 | Getting Hurt                                        | Prostituta               | Película de televisión |
| 2004 | Vanity Fair                                         | Bruja de Miss Pinkerton  |                        |
| 2006 | Un amigo inesperado                                 | Kate                     | Película de televisión |
| 2007 | elizabeth: la edad de oro                           | Mujer con bebe           |                        |
| 2009 | Breaking the Mould                                  | Margaret Jennings        | Película de televisión |
| 2010 | Harry Potter y las reliquias de la Muerte: parte 1  | Mary Cattermole          |                        |
| 2010 | Macbeth                                             | Lady Macbeth             | Película de televisión |
| 2012 | Los miserables                                      | Mujer de fábrica 1       |                        |
| 2013 | Philomena                                           | Hermana Hildegarde joven |                        |
| 2014 | National Theatre Live: King Lear                    | Goneril                  |                        |
| 2015 | London Road                                         | Vicky                    |                        |
| 2015 | Star Wars: Episodio VII - El despertar de la Fuerza | Oficial de primera orden |                        |
| 2016 | The People Next Door                                | Yvonne                   | Película de televisión |
| 2016 | Deliverers                                          | Eve                      |                        |
| 2018 | Beirut                                              | Alice Riley              |                        |
| 2022 | Elige o muere                                       | Laura                    | Netflix                |

### Televisión
| Año       | Película                           | Papel            | Cadena           | Notas                                  |
| --------- | ---------------------------------- | ---------------- | ---------------- | -------------------------------------- |
| 2001      | Holby City                         | Karina           | BBC One          | Episodio: "Tip of the Iceberg"         |
| 2001      | The Infinite Worlds of H. G. Wells | Maggie           | Hallmark Channel | Episodio: "Brownlow's Newspaper"       |
| 2001      | EastEnders                         | Karen            | BBC One          | 4 episodios                            |
| 2001      | Urban Gothic                       | Mujer            | Channel 5        | Episodio: "The End"                    |
| 2002      | Doctors                            | Anna Fielding    | BBC One          | Episodio: "Deceptive Appearances"      |
| 2002      | Dalziel and Pascoe                 | Jill Lowry       | BBC One          | Episodio: "The Unwanted"               |
| 2004      | The Bill                           | Lois Townsend    | ITV              | Episodio: "Smoking Gun"                |
| 2004      | Silent Witness                     | Sienna Ricci     | BBC One          | Episodio: "Death by Water"             |
| 2005      | Twisted Tales                      | Jacqueline       | Fox              | Episodio: "Flat Four"                  |
| 2005      | Murphy's Law                       | Jill             | BBC One          | Episodio: "Strongbox"                  |
| 2005      | Midsomer Murders                   | Sarah Douglas    | ITV              | Episodio: "Midsomer Rhapsody"          |
| 2005      | Nathan Barley                      | Mandy            | Channel 4        | Episodio: "Pilot"                      |
| 2007      | Foyle's War                        | Lydia Nicholson  | ITV              | Episodio: "Casualties of War"          |
| 2009      | La movida                          | Rhona Christie   | BBC One          | Episodio: "Politics"                   |
| 2009      | Casualty 1909                      | Grace Barnes     | BBC One          | Episodio: #1.4                         |
| 2009      | Waking the Dead                    | Zoe Morrison     | BBC One          | Episodio: "End of the Night"           |
| 2009      | The Sarah Jane Adventures          | Ship             | CBBC             | Episodio: "The Mad Woman in the Attic" |
| 2012      | A Touch of Cloth                   | Kate Cloth       | Sky One          | Episodio: "The First Case"             |
| 2013      | Way to Go                          | Amanda           | BBC Three        | Episodio: "Dead End"                   |
| 2014      | The Widower                        | Felicity Webster | ITV              | Personaje regular                      |
| 2016      | War and Peace                      | Anisya           | BBC One          | Episodio: #1.4                         |
| 2017-2019 | Harlots                            | Nancy Birch      | ITV Encore       | Personaje regular                      |
| 2019      | Victoria                           | Princesa Feodora | ITV              | Personaje regular                      |
| 2019      | Rise of the Nazis                  | Narradora        | BBC Two          | 3 episodios                            |
| 2020      | Brave New World                    | Sheila           | Peacock          | 4 episodios                            |
| 2021–2022 | destino: La Saga Winx              | Reina Luna       | Netflix          | Recurrente                             |
| 2021-     | La rueda del tiempo                | Liandrin Guirale | Prime Video      | Personaje regular                      |